# Pachymerocerus
Pachymerocerus is een geslacht van wantsen uit de familie van de Miridae (Blindwantsen). Het geslacht werd voor het eerst wetenschappelijk beschreven door Odo Reuter in 1909.

## Soorten
Het genus bevat de volgende soorten:

- Pachymerocerus brasiliensis Carvalho & Gomes, 1971
- Pachymerocerus carioca Carvalho, 1985
- Pachymerocerus erythronotus (Berg, 1883)
- Pachymerocerus fairmairei (Stal, 1860)
- Pachymerocerus platensis Carvalho, 1985
- Pachymerocerus purpurissatus (Berg, 1878)